# Goulier
Pour les articles homonymes, voir Goulier (homonymie).
Pour la station de sports d'hiver, voir Goulier Neige.
Goulier [ɡulje] est une ancienne commune française, située dans le département de l'Ariège en région Occitanie. Le 1er janvier 2019, elle devient commune déléguée de Val-de-Sos.
Le GR10 la traverse. Ses habitants sont appelés les Goulierens.

## Géographie
Goulier est rattaché depuis le 1er janvier 2019 à la commune nouvelle de Val-de-Sos. Le village est doté d'une station familiale de sport d'hiver.
Le ruisseau d'Artiès, le ruisseau de la Prade et le ruisseau de Goulier sont les principaux cours d'eau qui concernent le territoire de Goulier.

### Communes limitrophes
|       | Vicdessos (Val-de-Sos) |                  |
| Auzat | Goulier                | Sem (Val-de-Sos) |
|       | Lercoul                |                  |

## Histoire
La station de ski alpin de Goulier Neige a été créée en 1988.
La commune fusionne le 1er janvier 2019 avec Sem, Suc-et-Sentenac et Vicdessos pour former la commune de Val-de-Sos dont la création est actée par arrêté préfectoral en date du 27 juillet 2018.

## Politique et administration
| Période                                  | Période  | Identité        | Étiquette | Qualité                    |
| ---------------------------------------- | -------- | --------------- | --------- | -------------------------- |
| avant 1988                               | ?        | Robert Dengerma |           |                            |
| mars 2001                                | En cours | Claude Teron    | PS        | Retraité de l'enseignement |
| Les données manquantes sont à compléter. |          |                 |           |                            |

## Population et société

### Démographie
L'évolution du nombre d'habitants est connue à travers les recensements de la population effectués dans la commune depuis 1793. Pour les communes de moins de 10 000 habitants, une enquête de recensement portant sur toute la population est réalisée tous les cinq ans, les populations de référence des années intermédiaires étant quant à elles estimées par interpolation ou extrapolation. Pour la commune, le premier recensement exhaustif entrant dans le cadre du nouveau dispositif a été réalisé en 2005.

En 2016, la commune comptait 45 habitants, en évolution de +12,5 % par rapport à 2010 (Ariège : +1,48 %, France hors Mayotte : +2,11 %).
| 1793 | 1800 | 1806 | 1821  | 1831  | 1836  | 1841  | 1846  | 1851  |
| ---- | ---- | ---- | ----- | ----- | ----- | ----- | ----- | ----- |
| 841  | 855  | 953  | 1 085 | 1 324 | 1 387 | 1 510 | 1 528 | 1 432 |

| 1856  | 1861  | 1866  | 1872  | 1876  | 1881  | 1886  | 1891 | 1896 |
| ----- | ----- | ----- | ----- | ----- | ----- | ----- | ---- | ---- |
| 1 468 | 1 394 | 1 242 | 1 181 | 1 139 | 1 089 | 1 109 | 880  | 812  |

| 1901 | 1906 | 1911 | 1921 | 1926 | 1931 | 1936 | 1946 | 1954 |
| ---- | ---- | ---- | ---- | ---- | ---- | ---- | ---- | ---- |
| 710  | 620  | 570  | 395  | 328  | 249  | 199  | 136  | 119  |

| 1962 | 1968 | 1975 | 1982 | 1990 | 1999 | 2005 | 2006 | 2010 |
| ---- | ---- | ---- | ---- | ---- | ---- | ---- | ---- | ---- |
| 89   | 36   | 47   | 61   | 44   | 38   | 47   | 49   | 40   |

| 2015 | 2016 | - | - | - | - | - | - | - |
| ---- | ---- | - | - | - | - | - | - | - |
| 45   | 45   | - | - | - | - | - | - | - |

### Manifestations culturelles et festivités
Chaque année s’y déroule la fête du village ainsi qu’un traditionnel concours de pétanque. Ces festivités durent environ une semaine.

### Sports

#### Station de ski alpin de Goulier Neige
Située au-dessus du village, dans un vallon parallèle à celui de l’Ourtou, au pied de la face nord - nord-ouest de la Pique d'Endron (2 472 m).

## Économie
Propriété de la commune, le Relais d'Endron est une auberge de montagne à 1084 m d'altitude proche de la station de Goulier Neige avec 45 couverts, dortoir et chambres indépendantes.

## Culture locale et patrimoine

### Lieux et monuments

#### L'église Saint-Michel
L'emplacement est d'abord occupé par une chapelle construite au XIe siècle par les moines de l'abbaye de Saint-Sernin à Toulouse. L'édifice est ensuite désignée comme église à partir de la fin du XIIIe siècle. Hormis un petit agrandissement possible au XVIIe siècle par déplacement du mur nord, l’église ne connaît que peu de modifications au cours des siècles suivants. L'accroissement démographique du XIXe siècle conduira à des travaux importants d'agrandissement de l'église entre 1820 et 1830. À la suite d'un effondrement partiel de la voûte, de nouveaux travaux sont entrepris à la fin du XIXe siècle, mais par manque de crédits, les contreforts nécessaires à la stabilisation de l'édifice ne sont pas construits. Le clocher est achevé en 1908, et les derniers travaux à partir de 1972 viennent consolider l'édifice, palliant notamment à l’absence de contreforts par la mise en place d'un chaînage.

#### Moulin duXVIIIesiècle
Goulier a compté plusieurs moulins par le passé. Seul le moulin de La Font, situé rive gauche, immédiatement en amont du pont du même nom, demeure visible sur la commune. Ce moulin, dont seul subsiste le bâti, est depuis le XIXe siècle une maison d'habitation.
Ces moulins était de conception simple et robuste. La force motrice de l'eau était transmise à un unique axe vertical par une roue munie de petites pales, la rode, située sous l'édifice, et les meules étaient fixées à ce même axe. Le plus ancien moulin, identifié par un écrit de 1390, est le moulin de Joulpech. L'ancien moulin du Boutas, dont l'emplacement est encore visible en aval du pont de la Mole, se distingue des autres constructions par la présence d'une retenue d'eau, permettant un fonctionnement en toute saison.
Ces moulins étaient de faible capacité, et le plus souvent partagés en copropriété par plusieurs habitants du village. Au total la commune aurait compté 5 ou 6 moulins différents au cours du temps,.

#### Les passarots

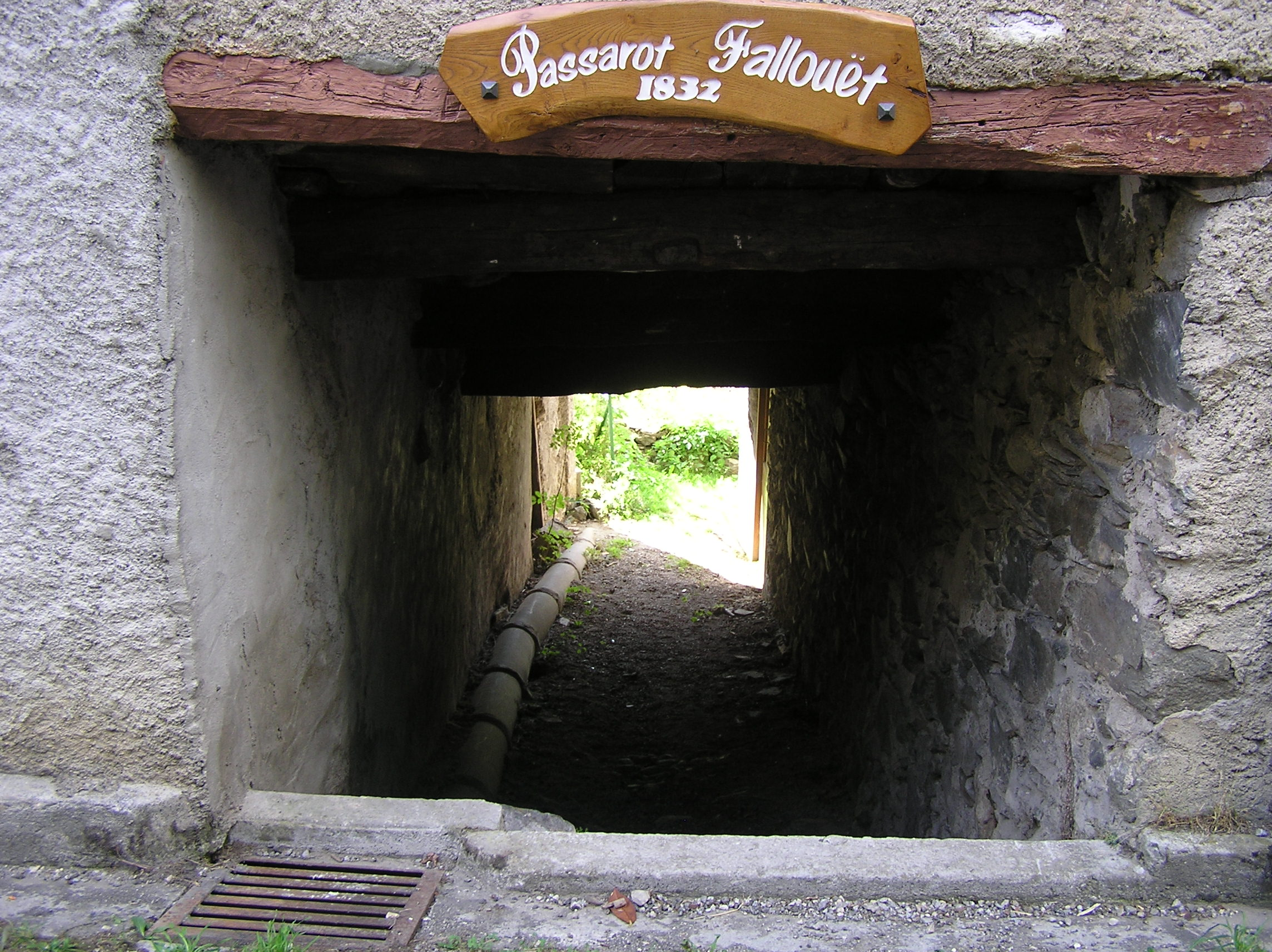
Passarot Fallouët

Les passarots sont des constructions situées au dessus de la voirie, formant ainsi des passages couverts entre les rues. La forte augmentation de la population entre les années 1750 et 1850 entraîne une pression sur le foncier constructible. En construisant au dessus des rues, ou des passages privés, les passarots constituent l'une des réponses à la nécessité de logement de l'époque. Parallèlement certaines habitations sont surélevées d'un étage supplémentaire.
Les tunnels ainsi formés doivent répondre à certaines conditions, et permettre par exemple le passage d'un âne bâté pour la largeur et d'un homme chargé pour la hauteur.
Le passarot le plus ancien est attesté dans un acte notarié de 1744, le dernier probablement construit entre 1850 et 1860. Il y a eu plus d'une quinzaine de passarots à Goulier, dont beaucoup sont toujours en place, tel que le passarot de Berny en face de la place du même nom. Certains sont particulièrement longs tel le passarot de Tinquette.
Le terme de passarot reste un terme populaire, les actes officiels parlant de passades ou de balets.

#### Autres
- La Croix de Massot
- La place de la Rente, au nord du village, est le centre chaque année au mois d'août, de nombreuses festivités.
- Trou de Sauzeton, une des plus grandes cavités mondiales creusée dans le schiste.
- La station nature Montcalm (se visite toute l'année)

### Personnalités liées à la commune
- Alain Ruffié (1934-2022), médecin biologiste à l’origine du 3e bébé éprouvette, originaire de Goulier[11].